# Stoa d'Hermès
Pour les articles homonymes, voir Stoa (homonymie).

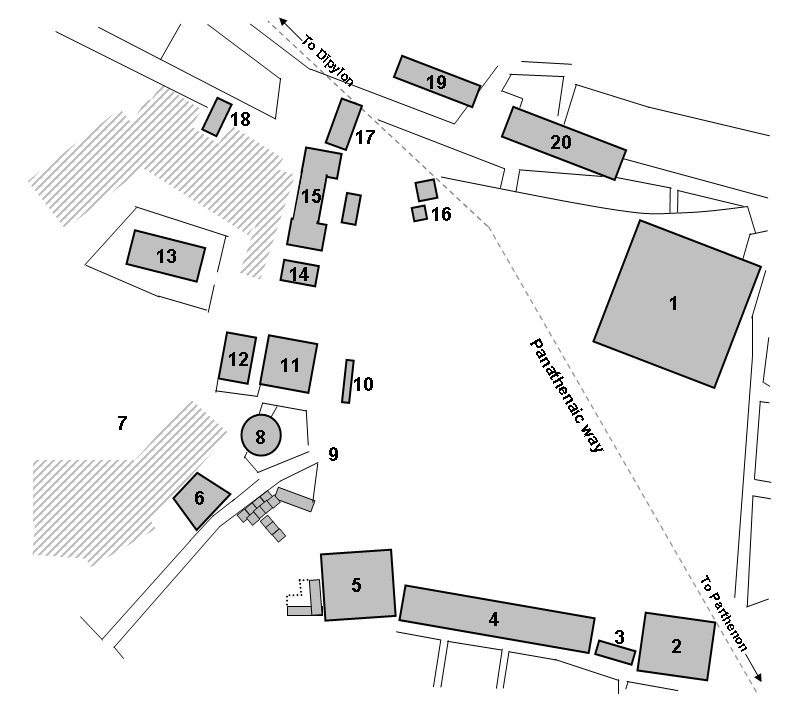
Plan très approximatif (orienté le nord en haut) de l'Agora d'Athènes au Ve siècle. La stoa d'Hermès porte le no 19.

La Stoa d'Hermès ou Portique d'Hermès est un édifice antique situé sur l'Agora d'Athènes et décrit par Pausanias comme dédié au dieu Hermès.

## Origine du nom
Le nom de ce bâtiment est dérivé d'une inscription trouvée en 1962. Il s'agit d'une rangée d'hermaï, sur lesquels des épigrammes commémoraient les grandes victoires de Cimon sur les Perses. 
À la veille de l'expédition sicilienne en 415 avant notre ère, ces hermaï ont, comme presque tous ceux de la ville, été victimes des hermocopides.